# Jindřiška Klímová
Jindřiška Klímová, uváděna také jako Jindra Klímová, (15. července 1933 České Velenice - 5. dubna 2020 Dobříš) byla česká novinářka a spisovatelka.

## Životopis
Po absolvování gymnázia v Karlových Varech působila v letech 1951 až 1954 jako redaktorka deníku Mladá fronta. V letech 1954 až 1962 byla redaktorkou Českého rozhlasu v Plzni a v letech 1962 a 1970 působila v Českém rozhlase v Praze. V březnu 1970 byla v rámci normalizace propuštěna po své postoje v době tzv. pražského jara. Pracovala jako pokladní, servírka, prodavačka nebo technická kontrolorka. V letech 1990 až 1991 se opět stala redaktorkou Československého rozhlasu. Od té doby spolupracuje s rozhlasem jako externistka a přispívá do Týdeníku Rozhlas.
Za svou práci získala novinářskou Cenu Ferdinanda Peroutky.